# 嘉禄の法難
嘉禄の法難（かろくのほうなん）は、法然死後に、天台宗の延暦寺衆徒が浄土宗と専修念仏を弾圧した事件。

## 概要

### 事件の原因
嘉禄3年（1227年）、法然が死去してから十五年がたっていたが、専修念仏は法然が生きていた時代以上にその広まりを強くしていた。特に東山の法然廟所（現、知恩院の法然上人御廟）では法然の命日である二十五日になると専修念仏者によって大規模な法要が行われ、法然を顕彰していた。そのため、専修念仏を嫌っている比叡山延暦寺の僧たちはそれを苦々しい思いで眺めていた。
しかし6月になり、天台宗の僧定照が法然の弟子である多念義の隆寛に『選択本願念仏集』を批判する内容の『弾選択』を書いて送りつけた。それを受けた隆寛は『弾選択』を徹底的に批判する『顕選択』をもって反論し、これを言い負かした。その結果、延暦寺の衆徒は町で専修念仏者を見かけると黒衣を破くといった行動に出、ついには天台座主が朝廷に多念義の隆寛、一念義の幸西、空阿、証空といった浄土宗の僧たちを流罪に処し、さらに東山にある法然の墓を破壊して法然の遺骸を鴨川に流すように訴えでた。この情報を得た証空はすぐに弁明書を朝廷に提出したため、助かったが、他の三名は流罪に処される事となった。

### 事件の経過
そして、延暦寺の僧兵が動き出した。朝廷の許可など出ていない状態で法然廟所を襲って破壊したのである。
これに驚いた浄土宗の僧たちは、天台宗の僧兵たちが更に法然の遺骸を鴨川に流すつもりでいるのを聞き、信空と覚阿が中心となって機先を制して22日に法然の遺骸を掘りおこし、嵯峨の二尊院に運ぶことにした。事は秘密裏に行われるはずだったが、これを聞いた浄土宗の信者である蓮生（宇都宮頼綱）、信生（塩谷朝業）、法阿（東胤頼）、道弁（渋谷七郎）などの出家者や、六波羅探題の武士団が1000名も集まって遺骸移送の護衛についた。そのため、二尊院に着いた頃には延暦寺側に動きがばれてしまい、今度は証空が中心となって28日に円空がいた太秦の広隆寺境内にある来迎院（現、西光寺）に移し、一旦改葬を行った。
7月に入ると、隆寛は陸奥に、幸西は壱岐に、空阿は薩摩に配流され、10月には延暦寺の僧達が入手した『選択本願念仏集』の版木を延暦寺大講堂の前で焼き捨て、依然として天台宗は浄土宗へ圧力をかけ続けていた。
翌安貞2年（1228年）1月、更に法然の遺骸を西山の粟生にいる幸阿の念仏三昧院（現、光明寺）に運び込んだ。すると、そこで幸阿と円空がそろって奇瑞を見たというので、丁度法然の十七回忌でもある25日に信空、証空、覚阿、幸阿、円空らが見守る中で火葬して荼毘に付した。この後、遺骨は念仏三昧院や知恩院など各地に分骨された。